# Малеглоана
Малеглоана (англ. Malehloana) — одна з місцевих громад, що розташована в районі Таба-Цека, Лесото. Населення місцевої громади у 2006 році становило 11 161 особу.